# Mehdi Abid Charef
Mehdi Abid Charef (Arabisch: مهدي عبيد شارف) (Constantine, 14 december 1980) is een Algerijns voormalig voetbalscheidsrechter. Hij was in dienst van de CAF en de FIFA tussen 2011 en 2021. In Algerije was hij van 2005 tot 2022 actief, met name in de nationale competitie. Charef werd in januari 2015 aangesteld voor zijn eerste A-interlandtoernooi, het Afrikaans kampioenschap voetbal 2015 in Equatoriaal-Guinea.
Ook tijdens de Afrika Cup 2017 in Gabon leidde hij enkele wedstrijden. Hij werd ook geselecteerd als scheidsrechter voor het Wereldkampioenschap voetbal 2018 in Rusland. Daar leidde hij geen wedstrijden.

## Interlands
| Datum            | Plaats                     | Wedstrijd                       | Uitslag            | Competitie              | Kreeg geel | Kreeg voor de tweede keer geel en dus rood | Weggestuurd |
| ---------------- | -------------------------- | ------------------------------- | ------------------ | ----------------------- | ---------- | ------------------------------------------ | ----------- |
| 2 juni 2012      | Monastir, Tunesië          | Tunesië – Equatoriaal-Guinea    | 3 – 1              | WK 2014 kwalificatie    | 5          | 0                                          | 0           |
| 16 juni 2013     | Dar es Salaam, Tanzania    | Tanzania – Ivoorkust            | 2 – 4              | WK 2014 kwalificatie    | 4          | 0                                          | 0           |
| 28 juli 2013     | Conakry, Guinee            | Guinee – Mali                   | 1 – 0              | AFCON 2014 kwalificatie | 1          | 0                                          | 0           |
| 3 augustus 2014  | Nouakchott, Mauritanië     | Mauritanië – Oeganda            | 0 – 1              | AK 2015 kwalificatie    | 0          | 0                                          | 1           |
| 5 september 2014 | Omdurman, Soedan           | Soedan – Zuid-Afrika            | 0 – 3              | AK 2015 kwalificatie    | 1          | 0                                          | 0           |
| 6 september 2014 | Kinshasa, Congo-Kinshasa   | Congo-Kinshasa – Ivoorkust      | 1 – 2              | AK 2015 kwalificatie    | 3          | 0                                          | 0           |
| 19 november 2014 | Dakar, Senegal             | Senegal – Botswana              | 3 – 0              | AK 2015 kwalificatie    | 0          | 0                                          | 0           |
| 20 januari 2015  | Malabo, Equatoriaal-Guinea | Ivoorkust – Guinee              | 1 – 1              | AK 2015                 | 3          | 0                                          | 1           |
| 17 november 2015 | Ouagadougou , Burkina Faso | Burkina Faso – Benin            | 2 – 0              | WK 2018 kwalificatie    | 1          | 0                                          | 0           |
| 19 januari 2016  | Gisenyi, Rwanda            | Mali – Oeganda                  | 2 – 2              | Vriendschappelijk       | 6          | 0                                          | 0           |
| 25 maart 2016    | Abidjan , Ivoorkust        | Ivoorkust – Soedan              | 1 – 0              | AK 2017 kwalificatie    | 0          | 0                                          | 0           |
| 4 juni 2016      | Bissau, Guinee-Bissau      | Guinee-Bissau – Zambia          | 3 – 2              | AK 2017 kwalificatie    | 2          | 0                                          | 0           |
| 3 september 2016 | Uyo, Nigeria               | Nigeria – Tanzania              | 1 – 0              | AK 2017 kwalificatie    | 2          | 0                                          | 0           |
| 12 november 2016 | Kira Town, Oeganda         | Oeganda – Congo-Brazzaville     | 1 – 0              | WK 2018 kwalificatie    | 3          | 0                                          | 0           |
| 21 januari 2017  | Port-Gentil, Gabon         | Ghana – Mali                    | 1 – 0              | AK 2017                 | 1          | 0                                          | 0           |
| 4 februari 2017  | Port-Gentil, Gabon         | Burkina Faso – Ghana            | 1 – 0              | AK 2017                 | 0          | 0                                          | 0           |
| 1 september 2017 | Praia, Kaapverdië          | Kaapverdië – Zuid-Afrika        | 2 – 1              | WK 2018 kwalificatie    | 3          | 0                                          | 1           |
| 14 januari 2018  | Marrakesh, Marokko         | Zambia – Oeganda                | 3 – 1              | AFCON 2018              | 5          | 0                                          | 0           |
| 3 februari 2018  | Marrakesh, Marokko         | Libië – Soedan                  | 1 – 1 (2 – 4 n.s.) | AFCON 2018              | 2          | 0                                          | 0           |
| 9 september 2018 | Maseru, Lesotho            | Lesotho – Kaapverdië            | 1 – 1              | AK 2019 kwalificatie    | 3          | 0                                          | 1           |
| 13 oktober 2018  | Bata, Equatoriaal-Guinea   | Equatoriaal-Guinea – Madagaskar | 0 – 1              | AK 2019 kwalificatie    | 5          | 0                                          | 0           |
| 17 november 2020 | Freetown, Sierra Leone     | Sierra Leone – Nigeria          | 0 – 0              | AK 2021 kwalificatie    | 1          | 0                                          | 0           |
| 6 september 2021 | Abidjan, Ivoorkust         | Ivoorkust – Kameroen            | 2 – 1              | WK 2022 kwalificatie    | 5          | 0                                          | 0           |
| 10 oktober 2021  | Nouakchott, Mauritanië     | Montenegro – Tunesië            | 0 – 0              | WK 2022 kwalificatie    | 1          | 0                                          | 0           |